# هيو جي وون
هيو جي وون، والمعروفة بإسم جيون (بالكورية: 허지원)‏ هي مغنية وممثلة كورية جنوبية، ولدت يوم 4 سبتمبر 2000 في سول في كوريا الجنوبية.

## روابط خارجية
- Huh Ji-won على موقع IMDb (الإنجليزية)